# Kombination (matematik)
En kombination är en unik delmängd med bestämt antal element. En kombination brukar även definieras med tillägget att varje element endast kan väljas en gång. Kombinationen är en delmängd där man inte tar hänsyn till ordningen bland de utvalda elementen, till skillnad från permutationer. 
Exempelvis är ADF och FAD samma kombination men är olika permutationer av "tre valfria bokstäver ur alfabetet".
En hand i poker är en kombination då ordningen inte spelar någon roll.
I samband med kombinationslås menas vanligen permutationer, det vill säga, ADF och FAD är inte lika.

## Beräkning av antalet kombinationer
Antalet sätt att välja kombinationer av k element från en mängd innehållande n element är
{\displaystyle {n \choose k}={\frac {n!}{k!(n-k)!}}}
där n! (n-fakultet) är antalet permutationer av n element,
k! är antalet permutationer av de för varje kombination utvalda k elementen och
(n - k)! är antalet permutationer av de för varje kombination n - k ej utvalda elementen. 
Uttrycket {\displaystyle {\binom {n}{k}}} kallas binomialkoefficient och utläses n över k.
Till exempel är antalet pokerhänder antalet sätt att välja kombinationer av 5 kort bland 52 då kortens ordning inte spelar någon roll för pokerhanden:
{\displaystyle {52 \choose 5}={\frac {52!}{5!\cdot 47!}}=2598960}